# 都城インターチェンジ

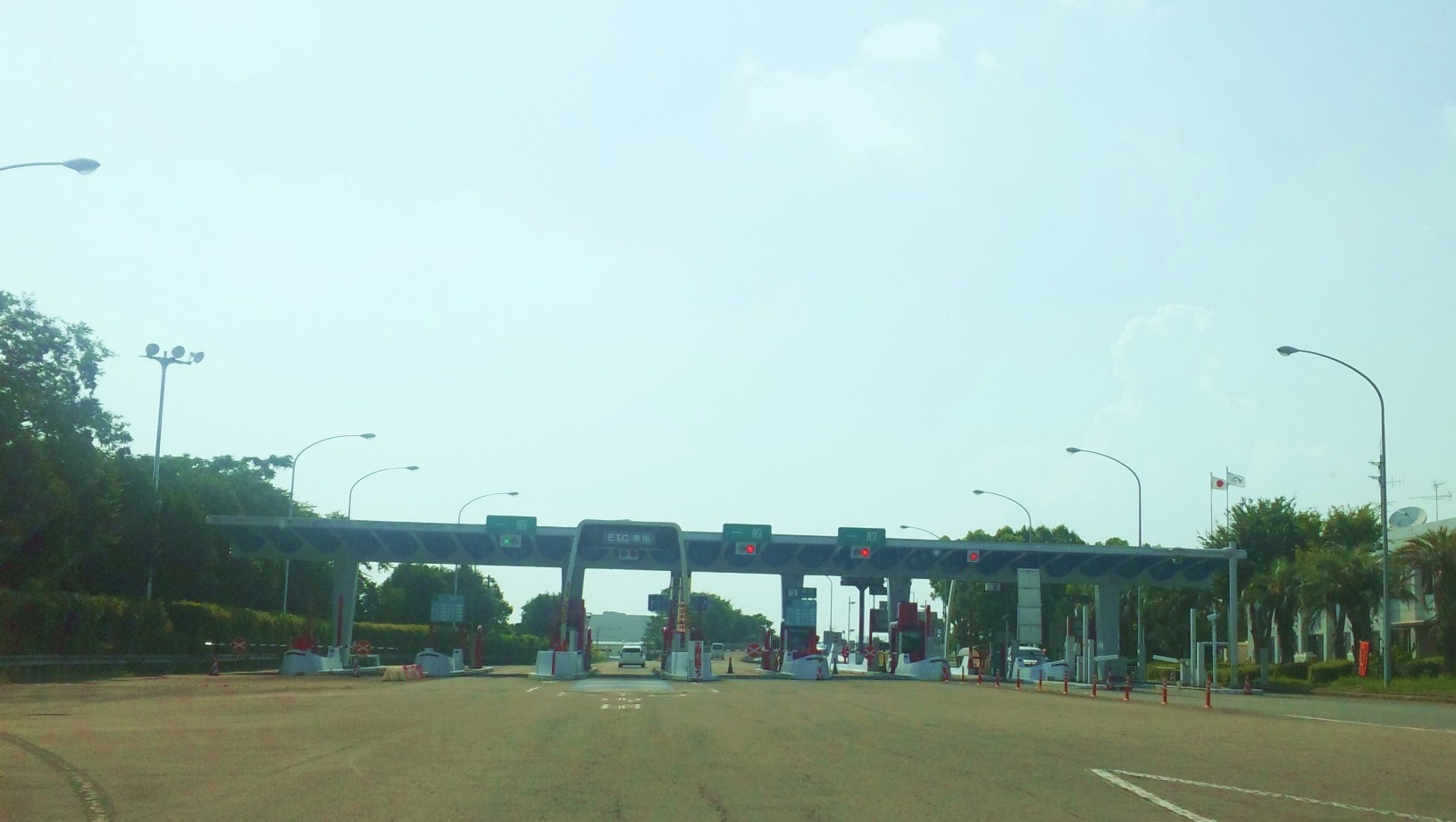
出口料金所

都城インターチェンジ（みやこのじょうインターチェンジ）は、宮崎県都城市高木町にある宮崎自動車道のインターチェンジ。
都城インターチェンジを起点とし鹿児島県志布志市にある志布志港（重要港湾）に至る都城志布志道路が接続する。

## 概要
都城市街地の北部、平成の大合併前の都城市と高城町の境に位置し、国道10号に接続する。県境を越えて、鹿児島県大隅半島方面（曽於市・志布志市など）からの利用も多く、志布志港への最寄りインターチェンジでもある。都城市は、都城IC周辺への工業団地の整備、病院の移転などの計画を盛り込んだサブシティ構想を掲げている。
かつては、西日本高速道路九州支社の宮崎高速道路事務所が併設されていたが、2014年3月3日に東九州自動車道の宮崎西ICへ移転された。これに伴い、同年3月7日に高速道路交通警察隊本隊も宮崎西ICへ移転したが、宮崎県内の管轄区間が広大になることから、当ICには新たに分駐隊が配置されることとなった。

## 歴史
- 1981年（昭和56年）3月17日 : 宮崎自動車道・高原IC - 都城IC間開通に伴い供用開始。
- 2014年（平成26年）
  - 3月3日 : NEXCO西日本宮崎高速道路事務所が、当ICから東九州自動車道宮崎西ICへ移転する[1]。
  - 3月7日 : 高速道路交通警察隊本隊が宮崎西ICへ移転し、当ICには新たに分駐隊が配置される[2]。
- 2023年（令和5年）12月20日：国土交通省の社会実験事業として、高速道路一時退出実験の試行開始[3]（ETC2.0搭載車に限定して、当ICで流出し、隣接する道の駅都城NiQLLに立ち寄り後、2時間以内に当ICから再流入して順方向に利用の場合、目的地まで高速道路を降りずに利用した場合と同じ料金に調整される。）。
- 2025年（令和7年）2月15日 : 都城志布志道路・都城IC - 乙房IC間開通[4]。

## 料金所

### 入口
- ブース数:3
  - 一般:1
  - ETC/一般：1
  - ETC専用:1

### 出口
- ブース数:4
  - 一般:2(自動収受機)
  - ETC専用:2

## 周辺
- 宮崎県警察
  - 高速道路交通警察隊 都城分駐隊

宮崎自動車道の高原IC - 清武JCT間を管轄
- 南日本酪農協同都城工場
- 道の駅都城NiQLL
- 都城ラジオ中継局
- 高木工業団地
- 朝霧の里みやこんじょ

## 隣
E10 宮崎自動車道
(2) 高原IC/BS - 日向高崎PA -  高崎東BS - 都城北BS - (3) 都城IC - 高城BS - (3-1) 山之口SA/SIC - (4) 田野IC
都城志布志道路（都城道路）
都城IC - 高木IC